# カーロイ4世の復帰運動
カーロイ4世の復帰運動は、1921年にオーストリア＝ハンガリー帝国皇帝であったカーロイ4世が、ハンガリー王国国王に復帰しようとした一連の動き。この運動は摂政ホルティ・ミクローシュによって退けられた。

## 背景

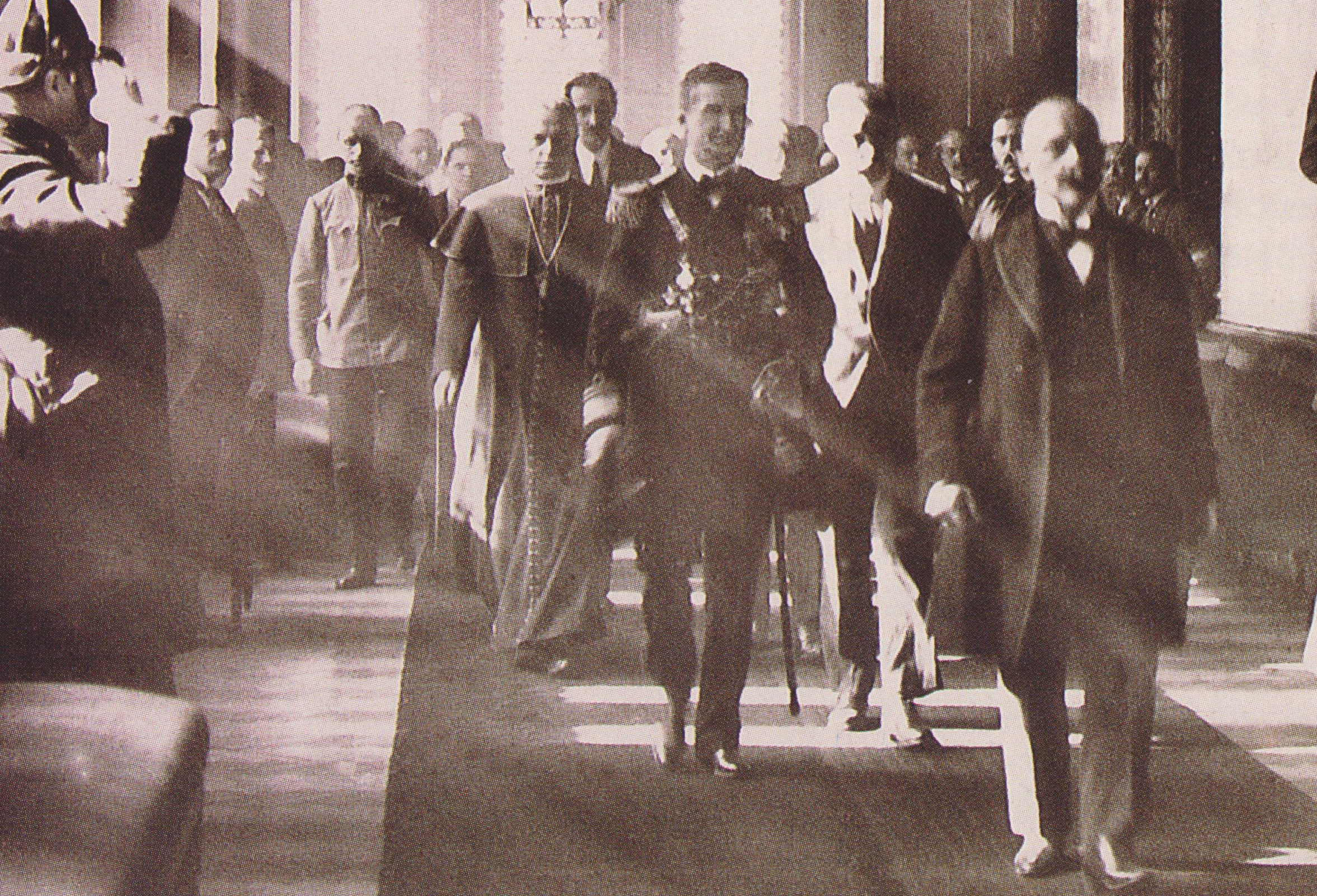
ハンガリー王国摂政に就任するホルティ（1920年3月1日）

1920年3月に成立したばかりのハンガリー王国は不安定であり、国王が誰になるかをめぐって動揺があった。王国成立前に擁立されたオーストリア大公ヨーゼフ・アウグストはハプスブルク家の復活を怖れる周辺諸国によって辞退を余儀なくされた。
このため、ハンガリー王国の成立に功があったホルティ・ミクローシュ海軍中将が摂政として王国の全権を握ることになった。しかしオーストリア＝ハンガリー帝国皇帝カール1世が「ハンガリー王カーロイ4世」としてハンガリー王国に復帰し、オーストリア＝ハンガリー帝国を復活しようと狙っていた。

## 3月危機
カールの復位の試みは、フランスの密かな支援のもとに行われた。フランス首相アリスティード・ブリアンはカールが政権を握ることに成功した際には彼の政府を承認し、支援すると約束した。カールの辞退によって実現しなかったが、ブリアン首相はカールにフランス軍を自由に使うことさえ勧めた。フランスは公式には王政復古に反対の立場を取っていたが、カールの復位に向けた動きの裏にはフランスの支援があったことが今日明らかとなっている。
1921年3月26日、ホルティが休暇に出ている隙を狙ってカールはハンガリーのソンバトヘイに入った。カールは国民軍の実力者レハール・アンタル（Lehár Antal）など複数の政府高官の支持を受けていた。27日には王宮に入り、ホルティに対してオーストリアへの進撃を要求した。しかしすでに内戦で疲弊したハンガリーにその力は無いと判断していたホルティは要求を拒否した。両者の間での話し合いはつかず、3週間の猶予だけが決定された。ホルティはこの猶予期間中に「カールがウィーンに進撃するか、スイスに戻るか」と判断していたが、カールは「オーストリア進撃に関係なく、ホルティが自分の復位に動く」と予想していた。
しかし、ハプスブルク家の復活を嫌った周辺諸国は反発し、3月28日にチェコスロバキアとユーゴスラビアの使節は「カールの復位は両国との開戦理由になる」と警告した。一方、ハンガリー議会でもホルティ支持とカールの逮捕を求める決議が満場一致で可決された。すべての取引は公的に拒否され、カールは4月6日にスイスに戻らざるを得なかった。
カールは復位を諦めず、列強やハンガリー国民が復位を支持すると考えていた。しかしハンガリー国民の大半は冷淡であり、この間に支持する動きを見せなかった。この騒動で疲れ切ったテレキ・パール（hu:Teleki Pál）首相は4月14日に辞職し、ベトレン・イシュトヴァーン（hu:Bethlen István）が首相に就任した。ベトレンは今後10年にわたって首相を務めることになる。

## 復帰に向けての動き
6月、ホルティとベトレンがカールの復位に動かないと、ハンガリー国内で王党派や正統主義者が大規模な政府攻撃を行った。8月にはホルティとベトレンの政府、特に農相ナジャータド・サボー・イシュトヴァーン（hu:Nagyatádi Szabó István）が中心となって、正統主義者との話し合いが行われた。その月のうちに政府はカールの復帰のための準備を開始した。この月の終わりにハンガリーの大臣はフランスの外務省に「カールの復帰を求める世論が高まり、復辟はやむを得ない」と告げている。

## 10月危機

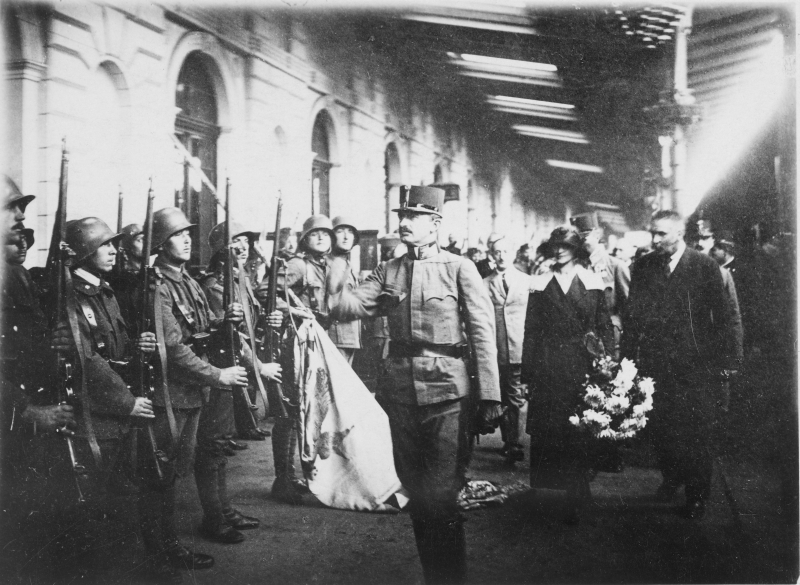
ハンガリー国王カールとハンガリー王妃ツィタ（1921年10月21日）

10月21日、ベトレン首相は正統主義者との話し合いで「王政復古は権利として認められ、必要とされている」と述べた。これを受けてカールは「国事不関与声明は脅迫されて行ったもので、無効である。（中略）今は列強との復帰交渉を始める『絶好の機会』である」と宣言した。ただし、彼は武力による復帰には反対していた。10月23日にはブルゲンラント州の帰属を決める国民投票が行われる予定であり、王政派はこの際に混乱が起きると判断していた。王政派は混乱に乗じて政権を掌握するべきとカールにメッセージを送っており、22日にカールとその妻ツィタはハンガリー国内に入った。この際にもカールにはフランス首相ブリアンからの非公式な支援があった。ホルティはカールの声明を受けて、ハンガリーが破壊される危険性があるため権力を保持すると声明し、ハンガリー軍に対して忠誠を要求した。また、チェコスロバキア・ユーゴスラビア・ルーマニアで形成される小協商諸国は、カールの復帰拒否を再確認した。
カール支持者が越境して西ハンガリーに入り、軍の有力者レハールとオステンブルク＝モラヴェク・ジュラ（Ostenburg-Moravek Gyula）はカールのために軍を動かし、カール支持のデモ行進を行った。10月23日朝、カールは装甲列車でブダペストに向かい、9時にはブダペスト近郊のKelenföld駅までに迫った。
しかしその頃、チェコスロバキア軍が動員を開始したという情報が入り、ブダペストに戒厳令が敷かれた。イギリス大使トマス・ホーラーはその日の午後にカールがブダペストに入ると予測し、「すべてが失われた」とロンドンに報告した。
しかし中立的な立場をとる将軍ヘゲドゥシュ・パール（Hegedűs Pál）は「カールが一人でホルティとベトレンに面会するべき」と薦めた。またこの行動は狂気の行いであり、「イギリスがハプスブルク家の復活を認めない」「カール軍を迎えれば、1週間以内にチェコスロバキア軍が攻撃する」と警告し、ホルティ軍との仲介を買って出た。このためカールの軍は一時停止した。
ヘゲドゥシュとカールが会談した後、ホルティとゲンベシュ・ジュラが駅に赴き、カールと会談を行った。カールはオーストリア＝ハンガリー帝国の復活を語り、ゲンベシュはカールの軍が「オーストリアとチェコの冒険家」で構成されていると反論した。正午頃、駅に接近しようとしたオステンブルク＝モラヴェク軍の先鋒隊が政府軍と衝突し、死傷者が発生した。この報告はカールの側近にも届き、彼らは内戦の発生を危惧した。このため無血入城を望んでいたカールは、内戦の可能性を警告していたホルティを信用するようになり、内戦回避の方向を模索し始めた。さらに軍の支持もホルティに集まった。
10月24日午前8時、ホルティ政府側からカールの軍の武装解除と退位宣言に署名するという条件で、カールと支持者の身の安全を保証するという要求が突きつけられた。カールがこの条件文を読み出したところ、流れ弾が列車に当たった。これは条件に腹を立てたレハールとオステンブルク＝モラヴェクが最後の抵抗を試みたもので、急いでカールを車内に入れ、列車は西に向かって走り出した。
しかしカールは窓を開けて叫んだ。「レハール! オステンブルク! 止まれ! そしてここに戻れ! 私はこれ以上の戦いを禁じる! これ以上の戦いは無意味だ!」その後カールは条件文に署名し、降伏した。
ホルティの政府は危機から脱出し、多くの正統主義運動家が逮捕された。カール夫妻はエステルハージ・モーリツ伯爵の領地に一時保護された後、タタの修道院で逮捕され、軍の監視下に置かれた。

### 危機の継続
カールらが逮捕されたにもかかわらず、チェコスロバキアとユーゴスラビアは国境地帯から軍を撤収させなかった。10月29日、チェコスロバキア外相エドヴァルド・ベネシュはハプスブルク家の廃位がなければ侵攻すると最後通牒を行った。ホルティはこれに激怒し、軍の動員を計画したが、ハンガリー駐在のイギリス大使ホーラーによって制止された。
11月1日、ベトレン首相は交渉を列強に委託し、その決定に従うと発表した。また、ハプスブルク家を排除する法案が議会で成立するだろうと保証した。ホルティは彼の参謀に促され、すべての武装勢力が西ハンガリーから退去するよう勧告し、ブダペストに戻った。ベトレンの声明とホルティの勧告、そしてベネシュに対するイギリスとフランスの厳しい警告が危機を収めた。

## その後
11月3日、イギリスの砲艦に乗せられたカール夫妻はどこに連れて行かれるかも知らされぬままハンガリーから出国した。同日、ベトレン首相は1713年の国事詔書を無効とする法案を議会に提出した。この国事詔書は神聖ローマ皇帝カール6世が娘のマリア・テレジアの継承権を認めさせたものであり、この詔書が無効になればマリア・テレジアの子孫であるハプスブルク＝ロートリンゲン家のハンガリー王位継承権が失われるというものであった。11月6日には法案が通過し、事態は収拾された。